# 萊韋爾帕克-奧克帕克
萊韋爾帕克-奧克帕克（英語：Level Park–Oak Park）是位於美國密歇根州卡爾霍恩縣的一個普查規定居民點。

## 人口
根據2020年美國人口普查的數據，萊韋爾帕克-奧克帕克的面積為13.61平方千米，當中陸地面積為13.47平方千米，而水域面積為0.14平方千米。當地共有人口3260人，而人口密度為每平方千米239.53人。